# Skattjakten
Skattjakten (franska: La Chasse aux trésors) var ett franskproducerat tävlingsprogram som producerades 1981–84. Produktionen och konceptet såldes även till andra länder, och hösten 1983 sändes en version i skandinavisk TV med stuntmannen Johan Torén.

## SvenskaSkattjakten
Den skandinaviska versionen av programmet sändes 9 september 1983 i TV2. TV-seriens koncept gick ut på att stuntmannen Johan Torén skulle leta efter någonting som var gömt någonstans runt om i världen och så skulle tre deltagarpar samt programledaren hjälpa honom att ta sig fram till denna skatt. 
De tre lagen bestod av ett från Danmark, ett från Sverige och ett från Norge. Ett deltagarpar tävlade i varje program. 
I varje program skulle tre skatter sökas upp av deltagarna. Hittade de en skatt fick de en poäng, hittade de två skatter fick de tre poäng och om de fann alla tre skatterna fick de sju poäng. 
Efter första omgången ledde Sverige som funnit alla tre skatterna i sitt första program, Norge och Danmark stod på tre poäng vardera. Dock missade Norge och Danmark inte fler poäng, medan Sverige missade en skatt i ett av sina två återstående program. Det innebar att slutställningen blev oavgjord mellan alla tre länderna: 
- Danmark: 17
- Sverige: 17
- Norge: 17

Uppdraget genomfördes på tid ackompanjerat av Jean-Michel Jarres "Magnetic Fields - part 1".
Deltagarna hade röstkontakt med Torén via ett headset och såg honom på en skärm.

## Källhänvisningar
1. ↑  "Fort Boyard". Ile-oleron-marennes.com. Läst 18 februari 2015. (franska)
2. ↑  "SVT, TV2 1983-09-09". Smdb.kb.se. Läst 18 februari 2015.